# Hôtel Despringles
L'Hôtel Despringles ou de Grandmont ou de l'Académie de Dijon est un hôtel particulier de la ville de Dijon situé dans son secteur sauvegardé, rue Monge.

## Histoire

### Hôtel particulier puis de l'Académie des sciences, arts et belles-lettres
Édifié entre 1662 et 1675 par Guillaumes Despringles, greffier des États de Bourgogne, l'hôtel est racheté en 1773 par l'Académie de Dijon. Supprimée comme toutes les autres sociétés le 8 août 1793, elle réapparait le 14 prairial an VI (2 juin 1798) sous le nom de Société libre des sciences, arts et agriculture de Dijon. Ses biens, séquestrés pendant la Révolution lui son rendu, mais le décret impérial de 1808 (portant organisation de l'Université) les attribuent à l'Université de Dijon. Dès 1809, les deux institutions cohabitent, malgré le conflit juridique qui les opposent jusqu'en 1846. L'Académie est cependant expulsée en 1841. 

### Écrin de l'université de Dijon
Dès lors, le bâtiment est entièrement occupé par l'université, qui s'agrandit dès 1843 avec la construction d'extensions créées par l'architecte de la ville François Papinot, permettant de loger les facultés de sciences et de lettres. En 1875, un deuxième projet d'agrandissement de l'ingénieur des travaux communaux Weinberger est prévu et approuvé, mais l'acquisition de deux bâtiments voisins permet des travaux de plus grande ampleur. L'architecte de la ville Ludovic Allaire conçoit à partir de 1878 une nouvelle extension, modifiée en 1881 à la suite de l'attribution par le ministre de l'Instruction d'une subvention pour la ville. Ce nouveau bâtiment s'élève le long de la rue Bassano (rue Monge à partir de 1883) et de la rue du Sachot (actuelle rue des Anciennes-Facultés). Cette nouvelle construction compte plusieurs amphithéâtres pour la chimie, la physique, les mathématiques, des bureaux, des laboratoires, des salles de collection. En 1888, deux nouvelles annexes sont construites pour les laboratoires.
Face au nombre d'étudiants croissant, la faculté des lettres déménage en 1920 dans le nouveau bâtiment de la rue Chabot-Charny. Les facultés de Sciences quitteront la rue Monge en 1957 avec l'inauguration du bâtiment Sciences Gabriel et l'installation progressive de l'université sur le campus Montmuzard.

### Siège du rectorat puis reconversion du site
Le rectorat restera dans les locaux de la rue Monge pour plus de 50 années supplémentaires. En 1994, l'hôtel est classé au titre des monuments historiques. À nouveau à l'étroit, il déménage fin 2012 dans un nouveau bâtiment de 11 400 m² construit sur 9 niveaux dans le quartier Clemenceau, permettant le rassemblement de services répartis sur 5 sites différents. 
La majorité des locaux sont alors reconvertis en logement, tandis que la Salle des Actes est mise en location pour divers événements et reste visitable par l'intermédiaire de l'office du tourisme ou à l'occasion des journées du patrimoine.

## Architecture
L'hôtel Despringles est un hôtel particulier construit au XVIIe siècle, de style classique. Les agrandissements construits pour les besoins de l'université au XIXe siècle, de 1843 à 1888, en font un ensemble éclectique.

### Salle des Actes du Rectorat
Salon d'apparat de l'hôtel Despringles, cette grande salle décorée de bas-reliefs en stuc imitant le marbre blanc commandés par Guyton-de-Morveau à Guillaume Boichot est devenu avec l'installation du rectorat la salle des Actes, dédiée aux séances et aux cérémonies de l'université et du rectorat.

## Galerie

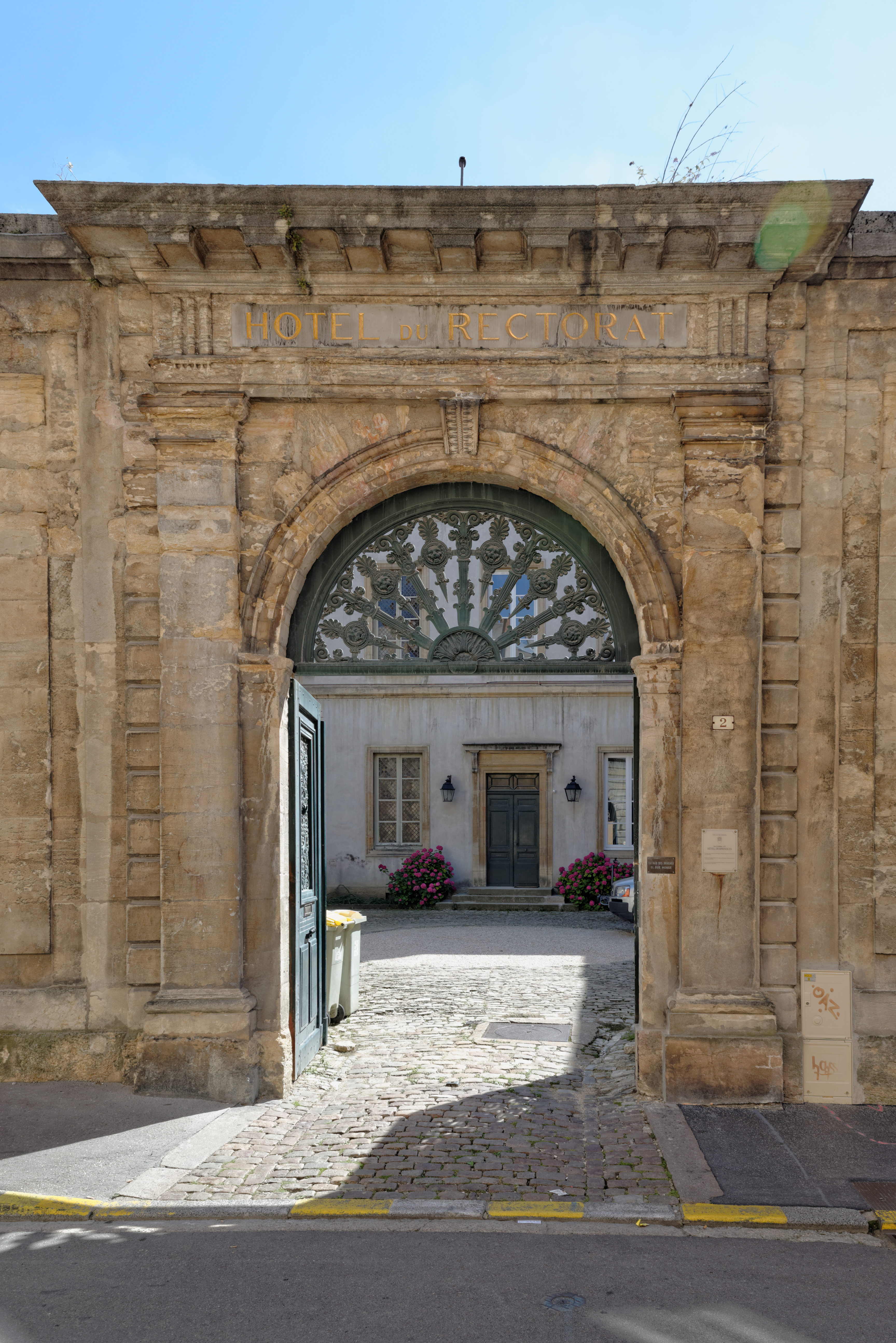
Porche rue Crébillon
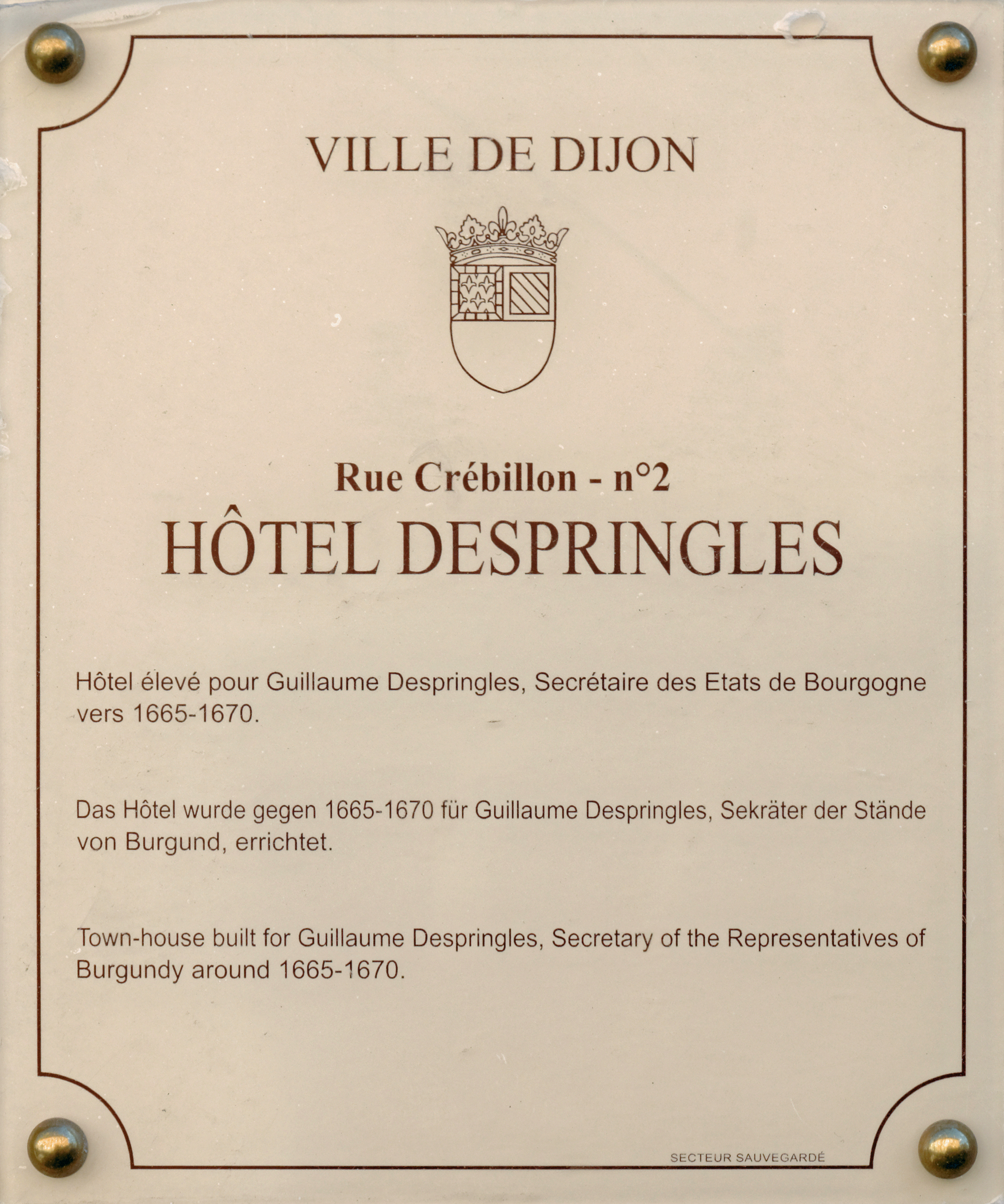
Plaque d'information trilingue
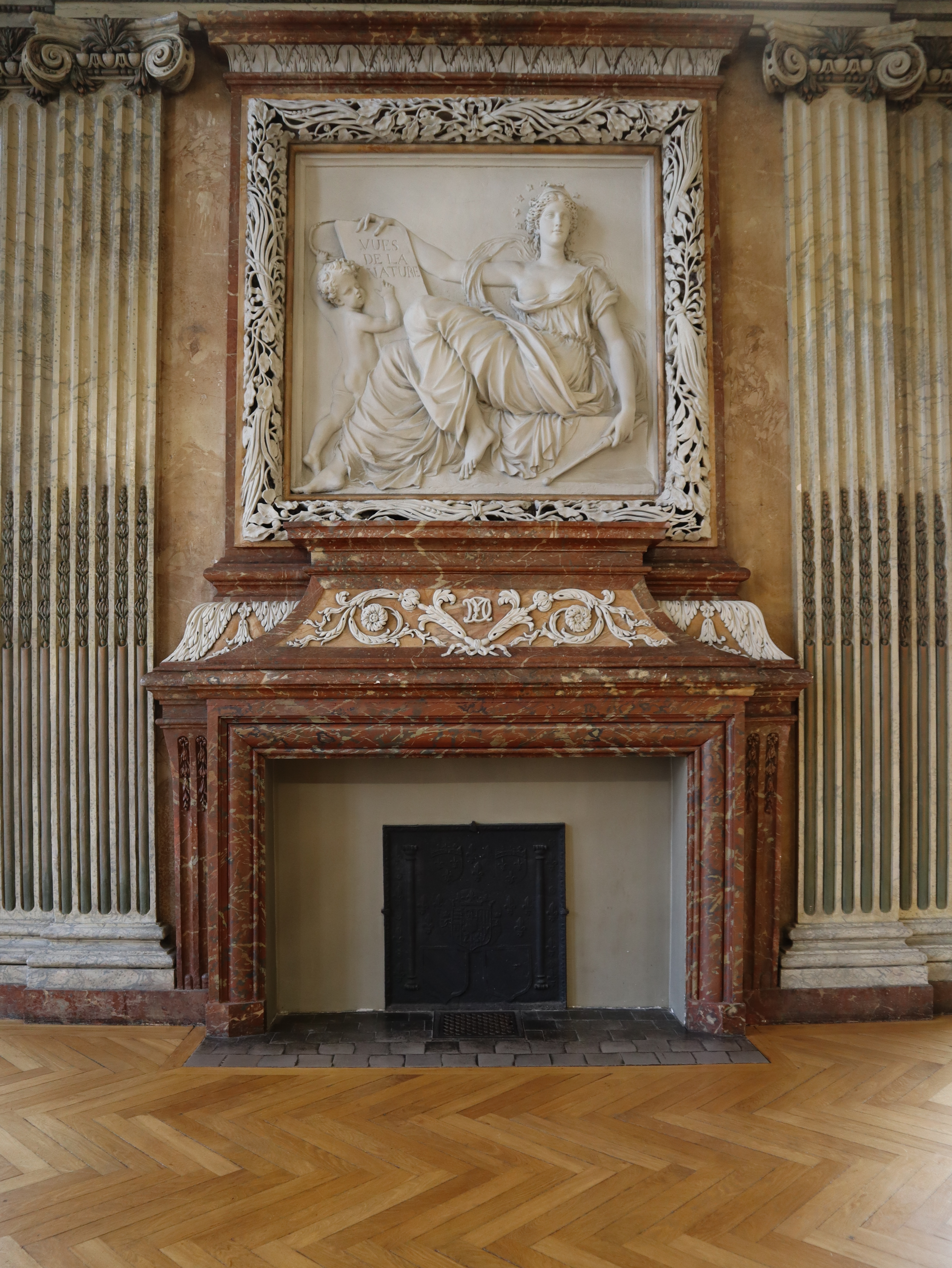
Cheminée de la Salle des Actes